# Il motivo in maschera
(Immaginaria conversazione telefonica tra Lelio Luttazzi ed Isa Bellini)
Il motivo in maschera è una trasmissione radiofonica, andata in onda nel periodo 1954-1955 sulle frequenze del Secondo Programma, presentata da Mike Bongiorno.

## Storia
Il programma andava in onda in diretta, e vedeva la presenza in studio di una orchestra diretta da Lelio Luttazzi, con i cantanti Jula de Palma, Paolo Bacilieri ed Emilio Pericoli. Inoltre, partecipava alla trasmissione, Isa Bellini che, assieme a Lelio Luttazzi, interpretava la scenetta Gallarate e Frosinone. Attraverso un'immaginaria conversazione telefonica,
Lelio Luttazzi interpretava il ragazzino di Gallarate, Isa Bellini la ragazzina di Frosinone. Gli ascoltatori, estratti a sorte, erano chiamati a scoprire il motivo "mascherato".
Il primo motivo in maschera, Firenze Sogna, fu scoperto dopo parecchi mesi, e la vincita, in gettoni d'oro, fu abbastanza sostanziosa.
La trasmissione tornò in onda nel novembre 1955 condotta sempre da Mike Bongiorno. Cambiò la direzione orchestrale: Luttazzi fu sostituito da Carlo Savina prima, e Angelo Brigada poi. Subì un cambiamento anche il cast dei cantanti: Liliana Feldmann sostituì Isa Bellini.
Nel 1955, fu girato il film omonimo diretto da Stefano Canzio, tratto direttamente dalla trasmissione radiofonica.